# Либерализм и радикализм во Франции
Либерализм и радикализм во Франции, несмотря на близость, относятся к разным движениям и идеологиям. Для Франции XIX века характерно противостояние между монархистами (легитимисты и орлеанисты, а позднее и бонапартисты) и республиканцами (радикал-социалисты, умеренные республиканцы, а затем и социалистами). При этом либералы могли находиться по обе стороны, так, орлеанисты, выступавшие за конституционную монархию и экономический либерализм, были противниками республикански настроенных радикалов, а умеренные республиканцы, приверженцы классического либерализма, выступали против монархии.
Французский политолог Люсьен Жом выдвинул на первый план два существенных момента в орлеанизме: относительно ненавязчивая личность и важная роль, приписываемая государству (даже государству с небольшой интервенционистской экономикой). Французский историк Рене Ремон считает правых либералов из Союза за французскую демократию преемниками орлеанистов. Наряду с этим течением в XIX веке вокруг Жермены де Сталь, а затем Алексиса де Токвиля складывается группа либеральных интеллектуалов, критиковавших орлеанизм и либеральный католицизм. Праволиберализм во Франции близок к левой части британского либерализма. Возможно, по этой причине леволиберальные течения во Франции в конце XIX века предпочли называться радикалами, по аналогии с английским либеральным течением. В настоящее время, наряду с либеральным правым а-ля Рене Ремон, существуют также течения, близкие к австрийской школе и социальному либерализму.
В XX веке французские радикалы (Партия республиканцев, радикалов и радикал-социалистов, ныне — Радикальное движение) и, особенно, республиканцы (Демократический альянс, Республиканская федерация, Национальный центр независимых и крестьян, Независимые республиканцы, Республиканская партия и Либеральная демократия) постепенно приняли либерализм, в том числе его экономическую версию, и в XXI веке в основном присоединились либо к Союзу за народное движение (ныне Республиканцы, либо к Союзу демократов и независимых. В 2016 году бывший социалист Эммануэль Макрон учредил либеральную партию «Вперёд, Республика!», которая с 2017 года является ведущей политической силой страны, успев за это время дважды победить и на президентских, и на парламентских выборах.

## История

### Рождение французского либерализма
Предшественниками либералов и радикалов во Франции были жирондисты и фельяны начала Французской революции. Французский либерализм развился из идей таких известных мыслителей, как Шарль Луи де Монтескьё, Вольтер, Жан-Жак Руссо и маркиз де Кондорсе. Первыми французскими либералами были орлеанисты во главе с Франсуа Гизо и Виктором Кузеном, выступавшие за конституционную парламентскую монархию и экономический либерализм, и группа либеральных интеллектуалов вокруг Жермены де Сталь и Алексиса де Токвиля, критиковавших орлеанизм и либеральный католицизм. На первых большое влияние также оказали идеи Николя Мальбранша, Франсуа Фенелона и Клода Бюфье, а на вторых Иммануил Кант.
В рождении французского либерализма важную роль сыграли не только Жермен де Сталь, но и близкие к ней «Идеологи» (Пьер Жан Жорж Кабанис, Пьер Дону, Доминик Жозеф Гара, Дестют де Траси и другие), которые участвовали в перевороте 18 брюмера. Приход к власти Наполеона Бонапарта разделил их. Французский историк Альбер Тибоде позже именно мадам де Сталь назвал «матерью доктрины», течения, которое стало матрицей орлеанизма. Его мышление «первого периода» организовано, как и у идеологов, вокруг «продолжения идей Тюрго и Кондорсе о бесконечном прогрессе, которому подвержен человеческий род», о желании создать сильную исполнительную власть.
Идеологи вроде физиократов и следующего за ними основного течения французского либерализма имеют пассивное видение народной свободы. В речи перед Советом пятисот Пьер Жан Жорж Кабанис пишет: «В истинно представительной системе всё делается от имени народа и для народа, ничего не делается непосредственно им: они священный источник всех сил, но он не осуществляет ничего», видение, которое Алексис де Токвиль позднее подверг критике, отметив словами Люсьена Жома, что «французы отдали предпочтение пассивному равенству перед свободой». Жермена де Сталь, высланная Наполеоном из страны, во время пребывания в Германии открыла для себя кантианства, что заставило её сделать акцент на внутреннем субъекте. Затем она развивает то, что Люсьен Жом называет «либерализмом субъекта… или… сознания». Этот примат, отдаваемый субъекту или сознанию, будет иметь несколько последствий. С одной стороны, она будет противопоставлена Дестют де Траси, который на вопрос о морали среди людей ответил: «Чтобы руководить волей, это всего лишь вопрос направления их суждений путем их идеологической обработки», потому что, для неё прекрасная мораль есть область внутренней свободы и может быть только повреждена такой концепцией. Это также подтолкнуло её к отказу от цинизма в политике и особенно к отказу от двойной морали. Точно так же и для мадам де Сталь: «Не количество людей определяет их важность в морали. Когда невинный человек умирает на эшафоте, целые поколения заботятся о его несчастье, а тысячи людей гибнут в бою, и никто не знает их участи». С другой стороны, этот вариант, который приведёт её к критике утилитаризма Джереми Бентама, будет иметь негативный аспект для Алексис де Токвиль, а именно то, что он помешает им, согласно названию одной из глав в «Демократии в Америке», борьба с «индивидуализмом через учение о корысти».

### Либерализм от Реставрации до Второй империи

#### Орлеанизм
Орлеанизм как политическое движение был основан Франсуа Гизо в 1815—1820 годах под названием libéralisme notabiliaire. Среди других ключевых фигур нового движения также были Пьер Поль Руайе-Коллар, Виктор де Брольи (1785—1870) и Виктор Кузен. Идеи орлеанистов имели несколько ключевых моментов:
- Они искали не эмансипации индивидуума, а «её вписывания — насколько это возможно — в тело: социальную группу, реальную или фиктивную „корпорацию“, институт надзора за которой государство является первой матрицей»[14]
- В отличие от Жермен де Сталь и Бенжамена Констана, Гизо не верил в способность людей судить и в аргументированную проверку законов. Для него закон — это вопрос «естественного превосходства»[16]. Отсюда следовал вывод, что «пресса — это общественная функция, которая должна быть передана крупным интересам»[15]

По сути, орлеанизм представлял из «государственный либерализм», критикующий «наполеоновский деспотизм», но недалеко от него ушедший.

#### Группа Коппе и Алексис де Токвиль
Твёрдыми противниками Гизо и орлеанизма была группа интеллектуалов, вошедшая в историю как «группа Коппе» и включавшая таких деятелей как Жермена де Сталь, Бенжамен Констан, Алексис де Токвиль, Жан де Сисмонди, Люсьен Анатоль Прево-Парадоль, Эдуар Лабулэ (автор идеи Статуи Свободы) и другие. Французские институты, поддерживаемые или созданные орлеанистами, почти полностью противоположны их идеям. Если орлеанисты не доверяли индивидуумам, то они, наоборот, настаивали на индивидууме, его способности судить и его участии в разработке законов. Так что «группа Коппе» «вырабатывали либерализм субъекта и сознания». В то время как орлеанисты доверяли государству, они опасались его.
В то время как орлеанистам нужны эксперты у власти, Бенжамен Констан считал, что «мы должны различать влияние просвещённого класса как просвещённого и влияние части этого класса как облечённой властью». Более того, они отделяли интересы политической власти от интересов общества. Наконец, «группа Коппе» рассуждала об ответственности государственных служащих, особенно во времена Террора, в то время как орлеанисты продолжили более раннюю французскую традицию освобождения государственных служащих от обычных правил.

#### Либеральный католицизм
Либеральный католицизм зародился в 1828 году вокруг Фелисите де Ламенне, Анри Лакордера и Шарля де Монталамбера, которые были убеждены в том, что идеалы Французской революции не только совместимы с католицизмом, но и даже способны служить ему. Они старались развеять страх католиков перед либерализмом («католицизируйте его, и общество родится заново»), выступая за отделение церкви от государства. Либеральные католики пытались примирить личные свободы (в частности, свободу печати) и «право на истину», которая будет принадлежать Церкви до II Ватиканского собора)". Таким образом, в целом они выступали за свободу преподавания, сильную децентрализацию, свободу печати, свободу ассоциаций и собраний, которые в то время подавлялись французскими властями.
Точка напряжения, которая доставила им больше всего неприятностей, — это их двойной отказ от непогрешимости государства и церкви. Ламенне покинул Церковь в 1834 году, а Монталамбер ответил на письмо государственного секретаря Папы, напомнившего ему о «праве на истину»: «Вопрос не в том, есть ли у ошибки права, а в том, не имеют ли их люди, заблуждающиеся по доброй воле».

#### Французский либерализм и экономика
Можно выделить две основные группы экономистов, связанных с орлеанистами и «группой Коппе».
С доктринёрской и орлеанистской стороны преобладал способ мышления об экономике, заимствованный у Франсуа Кенэ, согласно которому существует порядок природы и естественные законы, от которых правительство не должно отступать. Видение Кенэ и физиократия монарха как «власти-опекуна, установленной обществом для управления им посредством позитивных законов, в согласии с естественными законами, которые прямо и неизменно формируют конституцию государства», хорошо согласуется с образом мышления Гизо, а с ним и орлеанизма. Точно так же Фредерик Бастиа хорошо вписывался в эту провиденциалистскую линию, однако без «юридического деспотизма физиократов». Среди экономистов, придерживающихся этих взглядов, можно назвать Шарля Дюнуайе и Анри Бодрийяра.
Наоборот, Жан де Сисмонди из «группы Коппе» был один из первых экономистов, подвергших критике закон Сэя, согласно которому спрос и предложение всегда уравновешиваются, из чего делался вывод о невозможности кризисов перепроизводства в рыночной экономике. Вплоть до Джона Мейнарда Кейнса закон Сэя был одним из основных постулатов классической экономики и провиденциализма. Идея Сисмонди состояла в том, что в соотношении интересов равновесие не всегда справедливо и что одни интересы могут иметь разрушительное преимущество над другими.

### Либерализм от Второй империи до Четвёртой Республики
В 1848 году первые французские либералы и радикалы положили конец Орлеанской монархии и создали Вторую Французскую республику. Во Франции, как и в большей части Южной Европы, термин «либерал» использовался в XIX веке либо для обозначения традиционных либеральных антиклерикалалов, либо для обозначения приверженцев экономического либерализма. Последний во Франции долгое время ассоциировался больше с орлеанистами и республиканцами-оппортунистами (наследником которых был Демократический альянс), а не с Радикальной партией, что привело к использованию термина «радикал» для обозначения политического либерализма. Радикалы, как правило, были более этатистскими, чем большинство либералов, но разделяли либеральные ценности по другим вопросам, особенно идеи личной свободы и секуляризма, в то время как республиканцы были более привержены экономическому либерализму, чем секуляризму.
Интеллектуалы играли важную роль в обоих движениях, например, главным представителем радикализма был философ, писатель и публицист Эмиль Шартье (1868—1951), писавший под псевдонимом «Але́н». Он был ведущим теоретиком радикализма, и его влияние распространялось на Третью и Четвертую республики. Стремясь защитить гражданина от государства Шартье делал ставку на индивидуализм и предостерегал от всех форм власти — военной, духовной и экономической. Чтобы противостоять им, он превозносил мелкого фермера, мелкого лавочника, маленький город и маленького человека. Шартье идеализировал деревенскую жизнь и видел в Париже опасный источник власти.
После Второй мировой войны большинство республиканцев объединились в либерально-консервативный Национальный центре независимых и крестьян, на базе которого в 1962 году была образована консервативно-либеральная Национальная федерация независимых республиканцев. Первоначально левоцентристская Радикальная партия к тому времени уже оказалась в упадке и к 1972 году сместилась на правоцентристские позиции, что привело к отделению левой фракции и основанию Радикальной левой партии, тесно связанной с социалистами. Радикалы тем временем стали союзниками голлистов.

### Либерализм после 1958 года
В 1978 году и Республиканская партия (преемница независимых республиканцев), и Радикальная партия вместе с христианско-демократическим Центром социальных демократов основали Союз за французскую демократию (СФД), союз неголлистских правоцентристских сил. В 1998 году Республиканская партия, к тому времени преобразованная в Либеральную демократии и ставшая в экономически либеральной партией, вышла из СФД и в 2002 году вместе с Радикальной партией объединились в либерально-консервативный Союз за народное движение (позже Республиканцы). В 2012 году Радикалы и группа бывших республиканцев основали Союз демократов и независимых.
В 2016 году Эммануэль Макрон, бывший член Социалистической партии, основал либеральную партию «Вперед, Республика!» и в 2017 году был избран президентом Франции на президентских выборах. Его партия сформировала союз с Демократическим движением, созданным в 2017 году как преемник Союза за французскую демократию, лишившись большинства бывших республиканцев, которые присоединились к Союзу за народное движение или Союзу демократов и независимых.

### Либерализм в современной Франции
В современном французском либерализме можно выделить как минимум три течения:
- Течение, которое Рене Ремон называет либеральным правым, чьи истоки можно проследить до орлеанизма. К либеральным правым относится, в частности, Союз за французскую демократию[30]. По мнению Рене Ремона, «эти либералы больше полагаются на частную инициативу, индивидуальную или коллективную, чем на вмешательство государственных органов, чтобы обеспечить надлежащий ответ на конкретные проблемы, создать богатство, внедрять инновации во всех областях»[31], но это «сдержанный либерализм», далекий от либерализма Маргарет Тэтчер или Рональда Рейгана[32].
- Крайне меньшинство, близкое к «австрийской школе».
- Левый либерализм представляют квалифицированные социал-либеральные эксперты, близких к Социалистической партии[33].

Согласно опросу CEVIPOF, проведенному в 2016 году, «доля либералов по используемым критериям не превышает одной трети французского электората».

## Хронология партий

### XIX век
- 1815 — Основан политический кружок умеренных буржуазных либералов, сторонников конституционной монархии, противников дворянской и клерикальной реакции, известный как Доктринёры.
- 1817 — Бывшие фельяны образовали Либеральную партию.
- 1848 — Радикальная фракция формирует Радикальную партию, поддерживающую Вторую республику в оппозиции к орлеанистам, и появляются Умеренные республиканцы.
- 1870 — Образована Третья республика.
- 1871 — Умеренные республиканцы разделились на республиканцев-оппортунистов и Республиканский союз.
- 1885 — Республиканцы воссоединяются, образовав партию Демократический союз.
- 1889 — Создана либерально-консервативная партия Прогрессивные республиканцы. Оставшиеся республиканцы-оппортунисты объединились в Национальную республиканскую ассоциацию.
- 1894 — Образован Прогрессивный союз (СП).

### Республиканцы
- 1901 — Образован правоцентристский либерально-консервативный Демократический республиканский альянс (ARD).
- 1902 — Образовано правоцентристское либерально-консервативное Народно-либеральное действие (ALP). Прогрессивный союз (UR) объединяется с ARD.
- 1903 — Основана более консервативная Республиканская федерация (FR), в которую влились Либеральный республиканский союз (ULR) и Национальная республиканская ассоциация (ANR).
- 1911 — ARD переименован в Демократическую республиканскую партию (PRD).
- 1917 — ARD возвращается к своему первоначальному названию.
- 1919 — ALP объединяется с FR.
- 1920 — ARD переименовывается в Республиканскую социальную и демократическую партию (PRDS).
- 1926 — ARD окончательно переименован в Демократический альянс (AD).
- 1945 — Основана либерально-консервативная Республиканская партия свободы (PRL), преемница FR.
- 1948 — Основан либерально-консервативный Национальный центр независимых и крестьян (CNIP).
- 1949 — Растерявшие популярность AD и PRL поглощаются CNIP.
- 1962 — Группа членов CNIP во главе с Валери Жискар д'Эстеном выступили в поддержку президента Шарля де Голля и, чтобы остаться частью правительства, сформировали свою партию, Национальную федерацию независимых республиканцев (RI).
- 1974 — Жискар д’Эстен избран президентом Франции.
- 1976 — RI стала одним из основателей Федерация либеральных и демократических партий Европы.
- 1977 — RI переименована в Республиканскую партию (PR).
- 1978 — Республиканская партия, Центр социальной демократии, Радикальной партией и Социал-демократической партией сформировали движение Союз за французскую демократию (UDF).
- 1995 — Сторонники Жискара, в том числе несколько республиканцев, внутри UDF создали Народную партию за французскую демократию (PPDF).
- 1997 — PR под руководством нового лидера Алена Мадлена преобразуется в Либеральную демократию (DL).
- 1998 — DL отделяется от UDF, но группа диссидентов формирует Республиканский полюс независимых и либералов (PRIL), чтобы оставаться верными UDF.
- 2002 — DL и PPDF сливаются с голлистско-консервативным Объединением в поддержку республики (RPR), чтобы сформировать новую партию, Союз за народное движение (UMP). Либеральные фракции в новой партии включают Реформаторов, «Либеральные клубы», «Либеральное поколение» и «Свободное право», а также Радикальную партию (см. ниже).
- 2007 — UDF преобразован в Демократическое движение (см. ниже). Недовольные этим решением формируют свои партии, Новый центр (NC) и Гражданский альянс за демократию в Европе (ACDE), чтобы продолжить союз с UMP.
- 2009 — Бывшие члены UDF сформировали Центристский альянс (AC).
- 2012 — NC, AC, ACDE, «Современные левые» и ряд других мелких правоцентристских и центристских партий сформировали Союз демократов и независимых (UDI), который должен был стать центристской альтернативой UMP, находясь в союзе с ним. Демократическая европейская сила отделяется от «Нового центра».
- 2014 — UDI и Демократическое движение образуют недолговечный союз под названием «Альтернатива».
- 2015 — UMP преобразована в Республиканцев (LR).
- 2016 — UDI присоединяется к европартии «Альянс либералов и демократов за Европу». «Новый центр» переименован в «Центристов» (LC), которые остались частью UDI.
- 2017 — Умеренная фракция LR формирует партию «Действовать, конструктивные правые» (Agir).
- 2021 — Группа правоцентристских политиков создали партию «Горизонты» (Horizons).
- 2021 — Agir и Horizons присоединяются к коалиции Вместе, возглавляемой партией Макрона.

### Радикалы
- 1901 — Радикалы организуются в Партия республиканцев, радикалов и радикал-социалистов (RAD).
- 1926 — Радикалы-диссиденты формируют партию Независимые радикалы (RI).
- 1946 — Радикалы вместе с RI, Демократическим и социалистическим союзом сопротивления (UDSR) и рядом небольших партий формируют коалицию Объединение левых республиканцев (RGR).
- 1956 — Радикалы и другие партии RGR объединяются с Французской секцией Рабочего Интернационала (SFIO), в ответ часть радикалов-диссидентов преобразовали RGR в полноценную правоцентристскую партию во главе с премьер-министром Эдгаром Фором, а другие радикалы-диссиденты создают правоцентристскую социально-либеральную партию Республиканский центр (CR).
- 1959 — RGR объединяется с голлистским Союзом за новую Республику (UNR).
- 1961 — Пьер Мендес-Франс, один из ведущих деятелей радикалов и бывший премьер-министр, присоединяется к Объединённой социалистической партии (PSU).
- 1972 — Левая фракция RAD формирует Движение левых радикал-социалистов (MGRS), позднее Движение левых радикалов (MGR).
- 1978 — RAD становится аффилированным членом центристского Союза за французскую демократию (UDF).
- 1996 — MRG переименована в Радикально-социалистическую партию (PRS).
- 1998 — PRS переименована в Радикальную левую партию (PRG).
- 2002 — RAD покидает UDF и становится аффилированным членом Союза за народное движение (UMP).
- 2011 — RAD разрывает связи с UMP и присоединяется к Альянсу (L’Alliance).
- 2012 — RAD вместе с другими партиями (см. выше) становится одним из основателей Союза демократов и независимых (UDI).
- 2017 — RAD и PRG объединяются в Радикальное движение (MR).
- 2017 — Группа членов PRG основала партию Левые радикалы (LRG).
- 2019 — Группа бывших членов PRG воссоздаёт её как независимую партию.

### XXI век
- 2006 — Группа классических либералов создает партию Либеральную альтернативу (AL).
- 2007 — Демократическое движение (MoDem) создано Франсуа Байру, до этого лидером Союза за французскую демократию (который пережил расколы некоторых из своих участников в 1998—2002 годах, см. выше).
- 2008 — Группа диссидентов покидает AL и создает Либерально-демократическую партию (PLD).
- 2012 — PLD присоединяется к Союзу демократов и независимых (UDI).
- 2014 — MoDem и Союз демократов и независимых формируют недолговечный союз «Альтернатива».
- 2016 — Эммануэль Макрон, бывший член Социалистической партии, создаёт партию «Вперёд, Республика!» (LREM!), ныне «Возрождение».
- 2017 — MoDem заключает союз с LREM! и объявляет о поддержке Макрона на президентских выборах.
- 2017 — Макрон избран президентом Франции, а его партия побеждает на парламентских выборах.
- 2022 — Макрон переизбран президентом Франции, а сформированная им коалиция «Вместе» побеждает на парламентских выборах.

## Либеральные лидеры
XIX век
- маркиз Лафайет, Бенжамен Констан, Франсуа Гизо, Адольф Тьер, Жюль Греви, Леон Гамбетта

XX век
- ARD: Эмиль Лубе, Арман Фальер, Поль Дешанель, Раймон Пуанкаре, Луи Барту, Альбер Лебрен, Андре Тардьё, Андре Мажино, Пьер Этьенн Фланден
- Rad/MR: Эмиль Комб, Жорж Клемансо, Гастон Думерг, Эдуар Эррио, Анри Кёй, Эдуар Даладье, Камиль Шотан, Рене Мейер, Гастон Моннервиль, Пьер Мендес-Франс, Эдгар Фор, Морис Фор, Жан-Жак Серван-Шрейбер[фр.], Жан-Луи Борлоо, Лоран Энар[фр.]
- CNIP: Поль Рейно (ex-ARD), Рене Коти (ex-Rad), Жозеф Ланьель (ex-ARD), Антуан Пине (ex-ARD), Роже Дюше[фр.]
- RI/PR/DL: Раймон Марселлен (ex-CNIP), Мишель Понятовски (ex-CNIP), Валери Жискар д’Эстен (ex-CNIP), Симона Вейль, Жан-Пьер Суассон, Ален Мадлен
- MRS/PRS/PRG: Робер Фабр[фр.] (ex-Rad), Мишель Крепо (ex-Rad), Эмиль Дзуккарелли[фр.], Роже-Жерар Шварценберг[фр.], Жан-Мишель Байле, Сильвия Пинель
- UMP: Жан-Клод Годен (ex-PR/DL), Патрик Деведжян, Жан-Пьер Раффарен (ex-PR/DL)
- LREM: Эмманюэль Макрон (ex-PS), Сильви Гулар (ex-MoDem)

## Либеральные мыслители
- Шарль Луи де Монтескьё (1689—1755) — писатель, правовед и философ эпохи Просвещения, один из зачинателей идеологии либерализма, разработал доктрину о разделении властей.
- Вольтер (1694—1778) — философ-просветитель, историк и публицист эпохи Просвещения.
- Жан-Жак Руссо (1712—1778) — философ, писатель и мыслитель эпохи Просвещения, «предтеча» Великой французской революции.
- Маркиз де Кондорсе (1743—1794) — философ, математик, академик и политический деятель времён Французской революции, автор принципа и парадокса Кондорсе.
- Бенжамен Констан (1767—1830) — писатель, публицист, политический деятель времён Французской революции, бонапартизма и Реставрации.
- Фредерик Бастиа (1801—1850) — либеральный экономист, сторонник свободной торговли и свободы предпринимательства, предшественник австрийской школы.
- Алексис де Токвиль (1805—1859) — политический и государственный деятель, писатель и публицист.
- Раймон Арон (1905—1983) — философ, политолог, социолог и публицист, выступал за деидеологизацию науки и глобализацию, сторонник теории индустриального общества.
- Раймон Будон (1934—2013) — социолог и философ, известен своими исследованиями социальной мобильности и неравенства возможностей, а также защитой методологического индивидуализма.